# 御中道

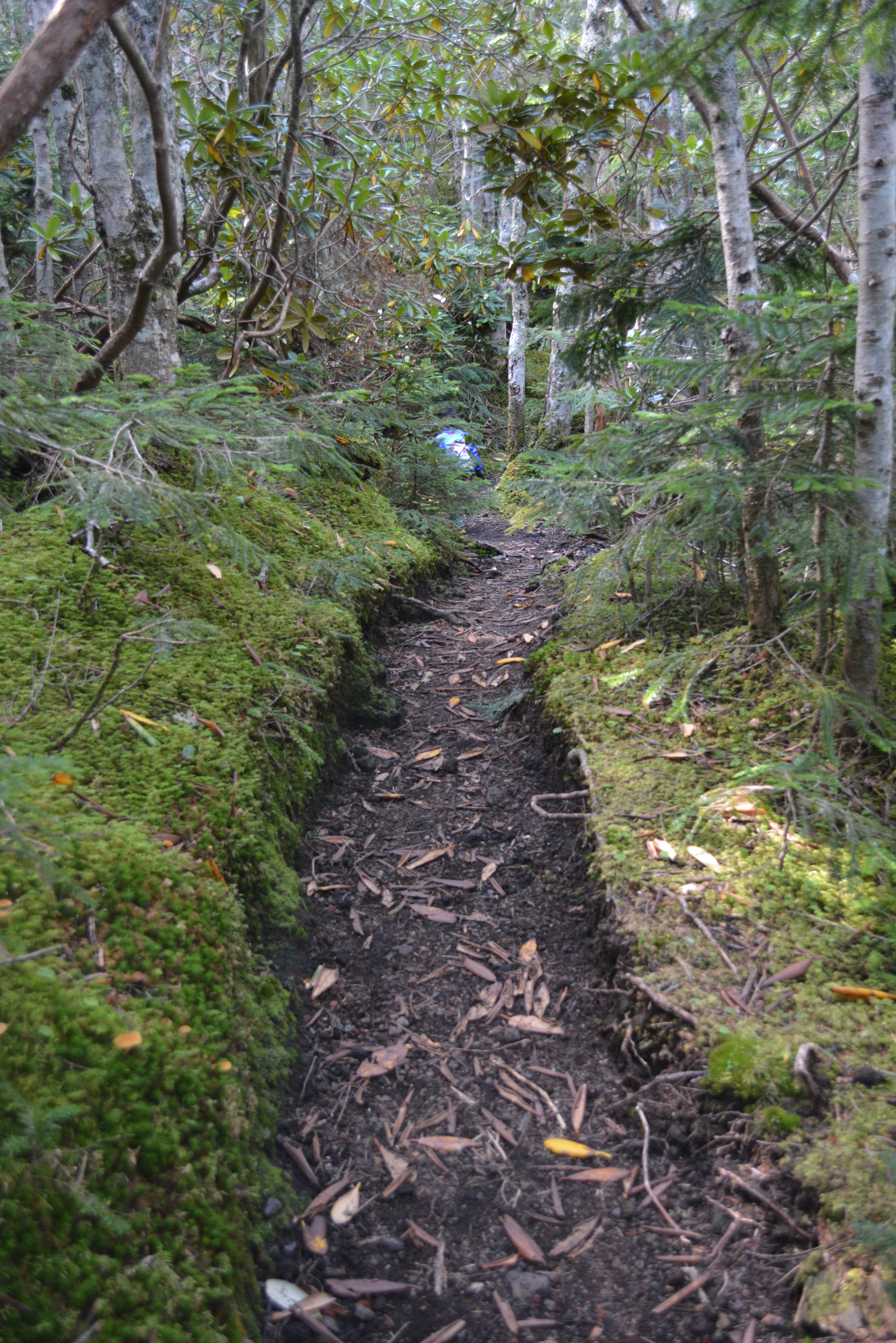
御庭〜大沢崩れ間

御中道（おちゅうどう）は、富士山を一周するルートのことのことで、富士講信者における修行として利用された道。富士山の五合目〜六合目（河口湖五合目 〜 吉田口六合目 〜　須走口本六合目 〜 御殿場口六合目 〜　富士宮口六合目）あたりを一周する登山道であったが、現在は一部、登山道としては廃止された。現在は、一般的には、そのうち、河口湖五合目 〜 御庭 〜 大沢崩れの部分をさす。

## 概要
標高2,300mから2,800m付近の山腹を通る。反時計回りに一周し、その距離は約25kmである。役行者が始めた「御中道巡り」が始まりと伝わり、16世紀後半には角行が行ったという記録が残る。
御中道を通る沢の中でも大沢崩れ(と交差する区間)は特に危険で現在は通行不可である。当初は標高2800m付近の一ノ越を使用していたが、明治初期には二ノ越に変更になり、昭和初期には三ノ越に変更になり、1977年に転落事故が発生し、通行不可(立入禁止)になった。富士講信者における修行の道としては、3回以上の富士登山の経験と誓約書などがないと通る許可が下りない程であったという。
2016年6月現在、滑沢と仏石流しの二箇所でがけ崩れ状態で、復旧の目処が立たない状態にある。

## 現在でも使われている部分
御中道のうち、下記部分が現在でも登山道として使われている。
1. 河口湖五合目（小御岳神社） 〜 御庭 〜 大沢崩れ
現在は、御中道というと、一般にはこの部分をさす。詳細は大沢崩れを参照。
2. 富士宮口六合目 〜 宝永第一火口 〜 御殿場口六合目
2008年に皇太子徳仁親王が利用。富士登山のプリンスルート。
3. 吉田口下山道 獅子岩（七合目相当） 〜 吉田口六合目 〜 河口湖五合目（小御岳神社）
自動車・バス用に整備された富士スバルラインと吉田口登山道を連絡しているため、富士登山で最も利用者の多い吉田ルートの下山道の一部をなす。
4. 須走口本六合目 〜 吉田口下山道 獅子岩
利用者は少ないが、昭文社の山と高原地図では、吉田口下山道 獅子岩あたりが不明瞭で難路となっているが、登山道として記載されている
須走口新六合目 〜 吉田口六合目は平成御中道とよばれ、普通の登山道

以下の部分が現在は登山道としては廃止された。
1. 御殿場口六合目 〜 須走口本六合目
2. 富士宮口六合目 〜 大沢崩れ

## 御中道を通る沢名称一覧
1. 日沢
2. 市兵衛沢
3. 市兵衛沢
4. 表大沢
5. 赤沢
6. 青沢
7. 箱荒沢第2
8. 箱荒沢第1
9. 主杖流し
10. 鬼ヶ沢
11. 桜沢
12. 竹沢
13. 不動沢
14. 大沢
15. 前沢
16. 二番沢
17. 一番沢
18. 仏石流し
19. 滑沢
20. 白草流し
21. 青草流し
22. 大流し
23. 小御岳流し
24. 吉田大沢
25. ツバクロ沢
26. 滝沢
27. 滑沢

国土地理院による。